# Pycnogaster gaditana
Pycnogaster gaditana är en insektsart som beskrevs av Bolívar, I. 1900. Pycnogaster gaditana ingår i släktet Pycnogaster och familjen vårtbitare. Inga underarter finns listade i Catalogue of Life.